# ボンバルディア CL-415
ボンバルディア CL-415
レッドレイク周辺で森林火災監視を行うボンバルディア CL-415（2007年頃）
- 用途：空中消火機
- 分類：飛行艇
- 製造者：カナディア、ボンバルディア・エアロスペース
- 初飛行：1993年12月6日
- 生産数：76機[1]
- 運用開始：1994年
- ユニットコスト：$2,600万

ボンバルディア CL-415（Bombardier 415、元はCanadair CL-415）は、空中消火機として造られたカナダの水陸両用飛行艇である。本機はCL-215飛行艇を基に空中消火活動専用に設計された。アメリカ合衆国内では「スーパースクーパー」（"Superscooper"）として販売されている。

## 設計と開発
より効率が高く高出力で信頼性の高いターボプロップエンジンへと移行する市場の動向に応じてカナディア社は1987年にCL-215のエアフレーム(17)にオリジナルのレシプロエンジンよりも15% 高出力のプラット・アンド・ホイットニー・カナダ PW123AFを取り付ける作業を引き受けた。エンジンを換装された機体はCL-215Tと命名され、数多くの空気力学的付加物と動力補助操縦系統やコックピットの空調を含むシステムの改良と共に電気系統とアビオニクス関連の能力向上が図られた。CL-215Tの最も大きな外観上の特徴は主翼と水平尾翼に追加された空力付加物であった。
成功作のCL-215を基にしてボンバルディア・エアロスペース社（1986年カナディア社を買収）は1993年に新造機としてCL-415の生産を開始した。415は近代化されたコックピットと空力付加物を備え消火液放出機構を変更することにより森林火災の発見/鎮火に使用する空中消火用の水陸両用飛行艇となった。
CL-215と比較すると415は運用重量と速度が増加しており、生産に要する工数と効率が改善されていた。現場近辺の水場から6,140 L (1350 Imperial gal or 1,620 US gal)の水を汲み上げ、必要とあれば化学消火剤と混合し、それを火災現場上空で投下することで、タンクを満たすために基地へ帰還せずに消火活動を行うことが可能である。火災に即応して大量の消火剤を火災現場へ届けることが可能なように専用に設計された415は、防錆材料を使用して信頼性と長寿命を目して製造されている。新型の415GRがより大きな運用重量を有している一方で、ボンバルディア 415マルチロールは準軍事組織による捜索救難活動や汎用輸送任務に使用可能である。
415はオンタリオ州ノースベイのノースベイ/ジャック・ガーランド空港近くにあるボンバルディア・エアロスペース社の工場で生産されており、時折ニピシング湖で完成機がテストされている様子が見かけられる。
2015年に生産終了した後、2016年にはCL-215と共にバイキング・エアに製造権が譲渡された。2022年には近代化型のCL-515がデ・ハビランド・カナダによってDHC-515として再生産されることになった。

## 運用の歴史

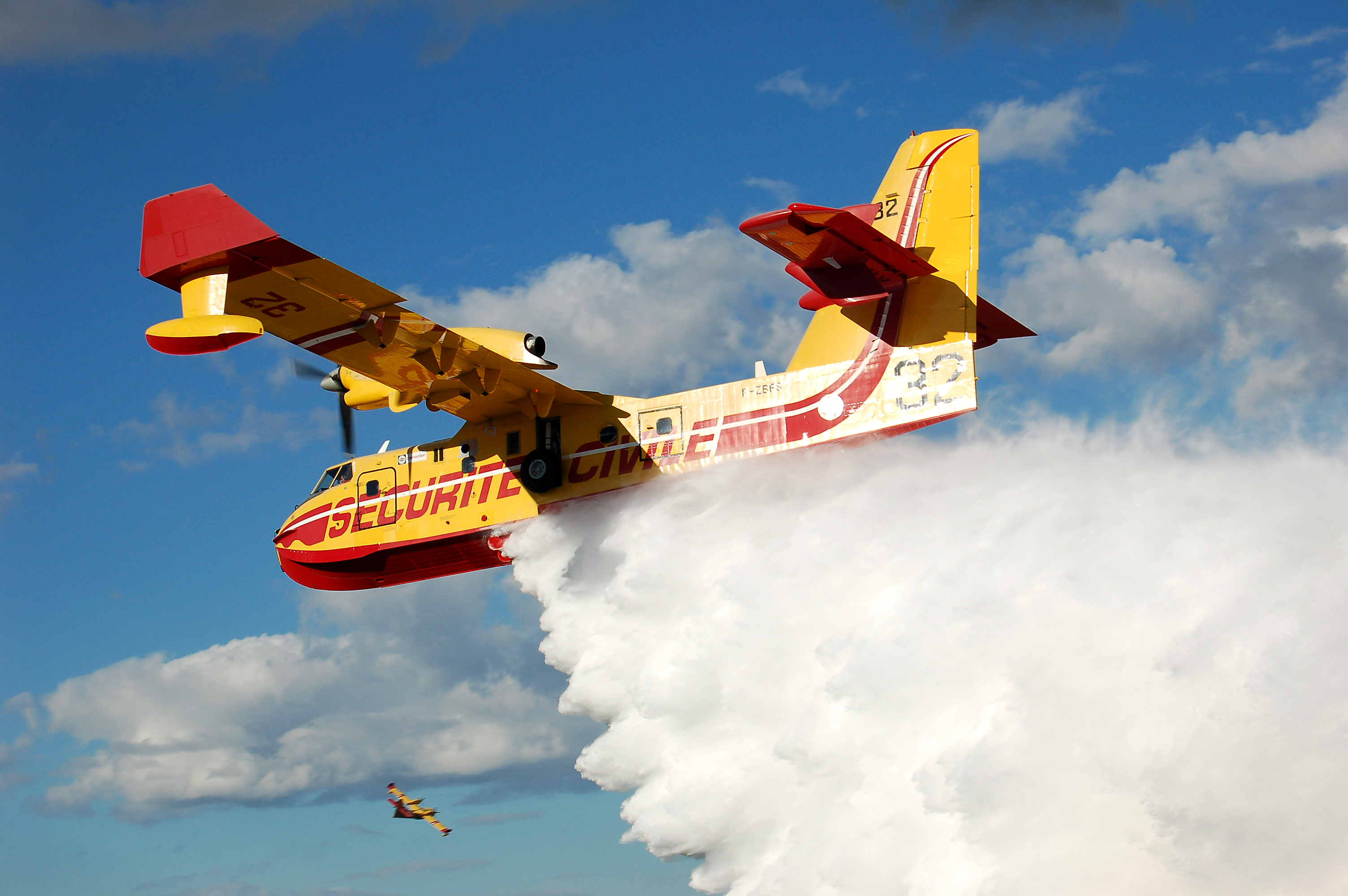
ドライデン (オンタリオ州)郊外で消火活動中のボンバルディア 415（2007年9月）

"415"は1993年12月6日に初飛行を行い、1994年11月に初めて納入された。直ぐに多くの国々からの発注が続き、水投下機/火災鎮圧兵器として大幅に強化された性能に着目して前の型から派生した「スーパースクーパー」という渾名をつけられた。火災の消火という危険ではあるが必要な作業に敬意を表して、本機は権威のある「Batefuegos de oro」（金の消火器賞）を受賞した。この賞の授与に際して「多数の国々の消防機関において本機は森林火災に対する最も効果的な空中消火の機材である。森林火災消火の要求に合致するための絶え間ない改良により本機は、30年以上に渡り最も需要の高い航空機材の地位を占めている。」と評された。
76機が製造され、その内7機が事故により退役した。
415は高度15 mから降下し12秒間で410 mの距離を水上滑走中に6,137Lの水を汲み上げて再び高度15 mまで上昇するのに1340 mの距離を要する。ボンバルディア社のウェブサイトによると415は「12秒間、130 km/h (70 knots)の速度で410 m (1,350 ft)を滑走して6,137-L (1,621-US-ガロン)の水を汲み上げる･･･先進的なボンバルディア 415は僅か水深2 m (6.5 ft)、幅90 m (300 ft)の水源から水を汲み上げる。水源の保水量が満タンクに及ばない場合は、取水した分だけを搭載して火災現場へ戻る。ボンバルディア 415水陸両用機は取水するために直線の滑走経路を必要とせず、取水中も「飛行」状態を維持することでパイロットは川の流れに沿っての機動や水中の障害物を避けることができる。」
1994年に組まれた協定で、カナダのケベック州からアメリカ合衆国のカリフォルニア州へ毎年秋の9月ごろから90-180日のあいだ2機派遣されている。2025年のパリセーズ火災にて派遣された2機体のうちの1機の翼に飛行制限空域を許可なく飛んでいたドローンが衝突した。この損害は優先して修理が行われ、違法ドローンの操縦者にも法的措置が取られることとなった。

## 派生型
415
415GR
415MP多用途機

## 運用
カナダ

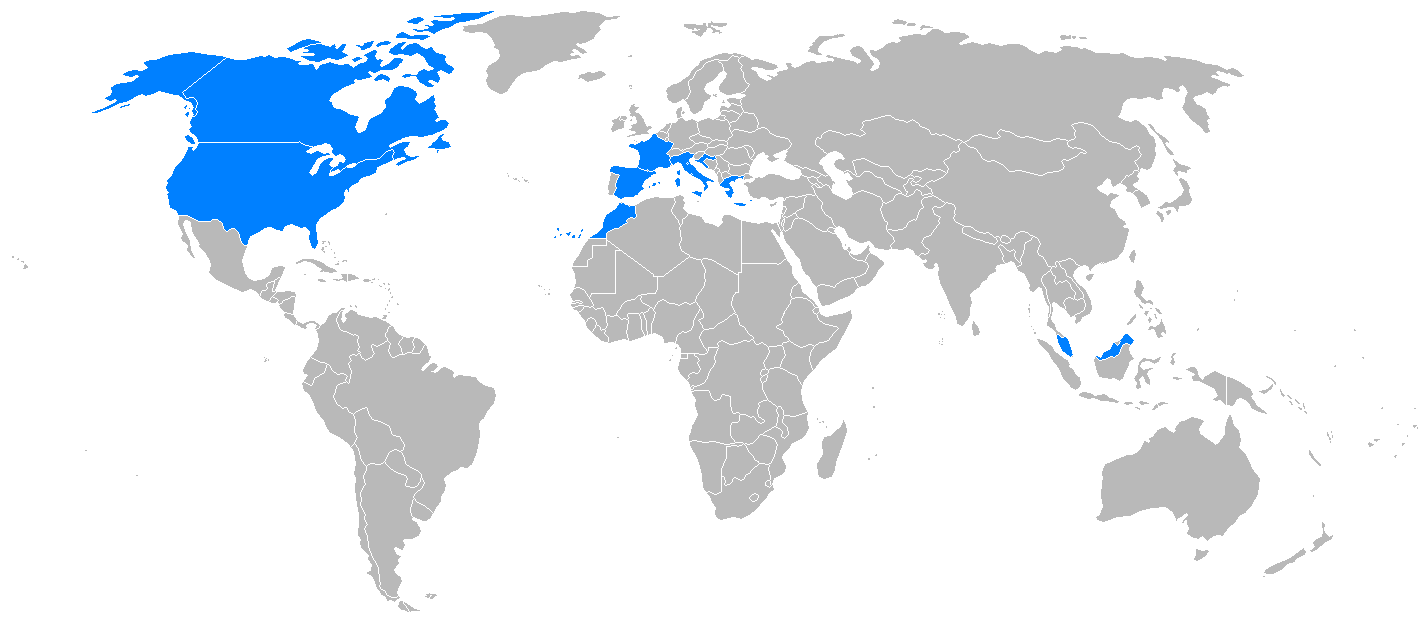
ボンバルディア 415の運用状況

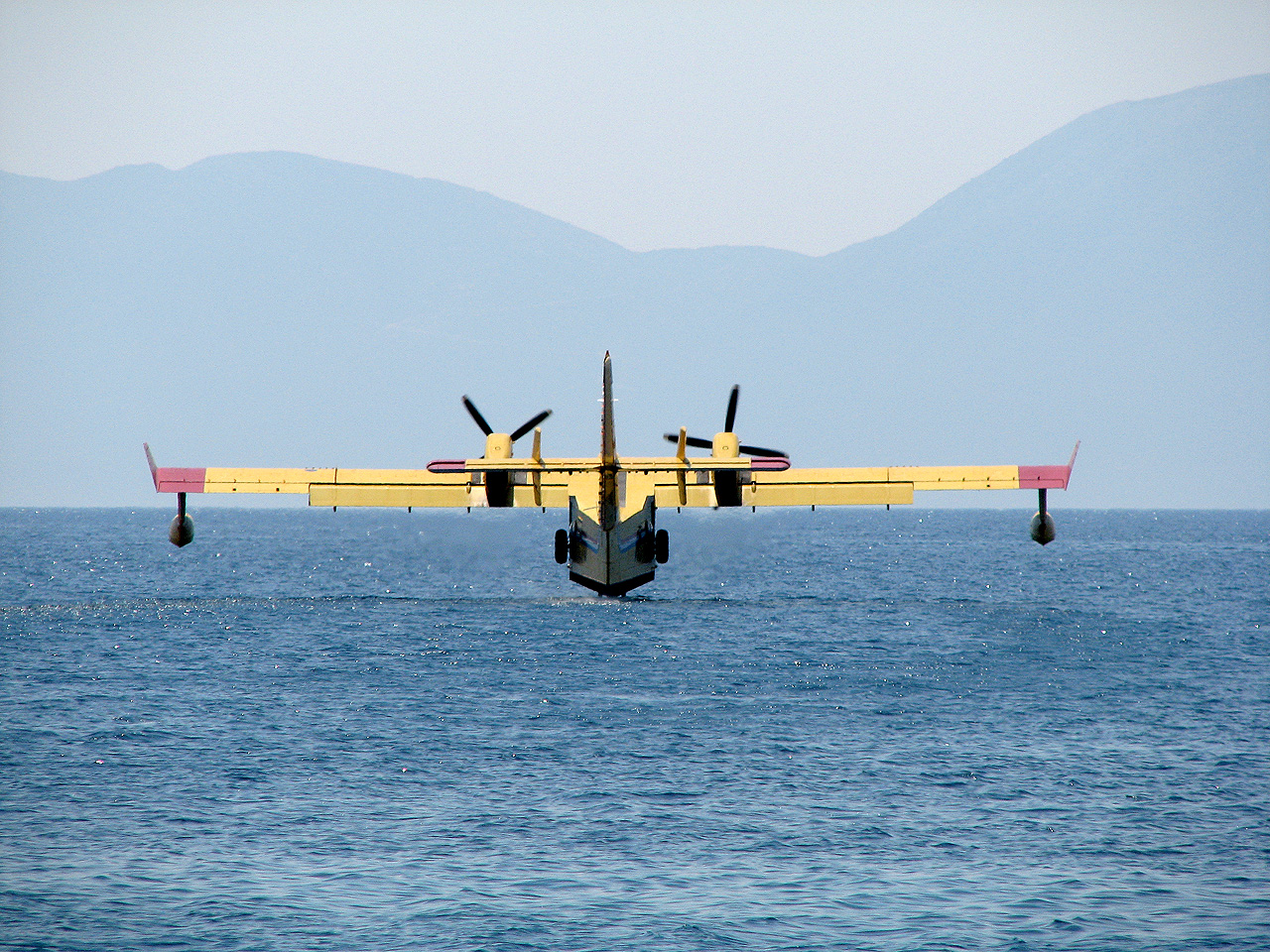
クロアチアのŽivogošćeで取水直前のボンバルディア 415

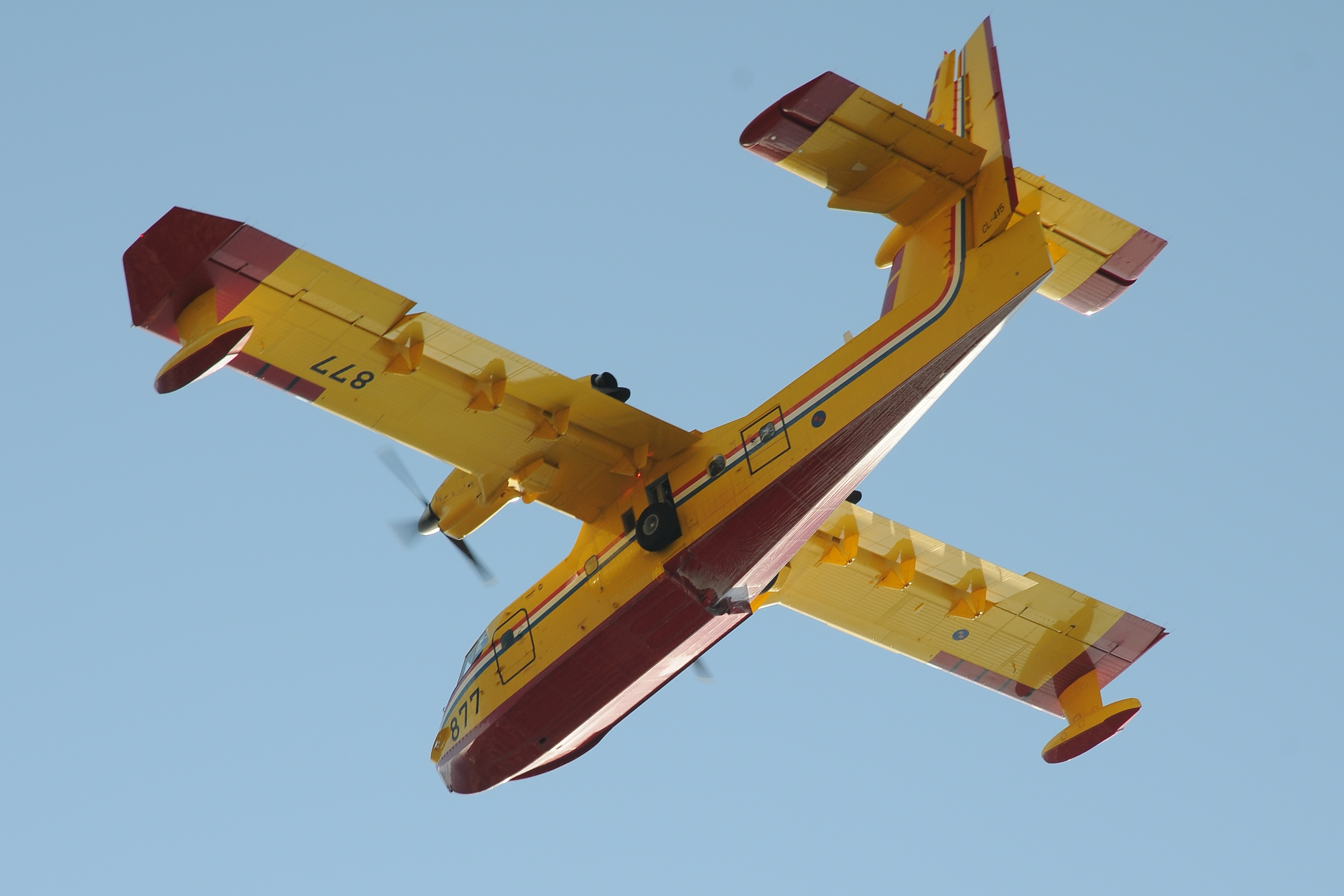
クロアチア空軍及び防空軍のCL-415

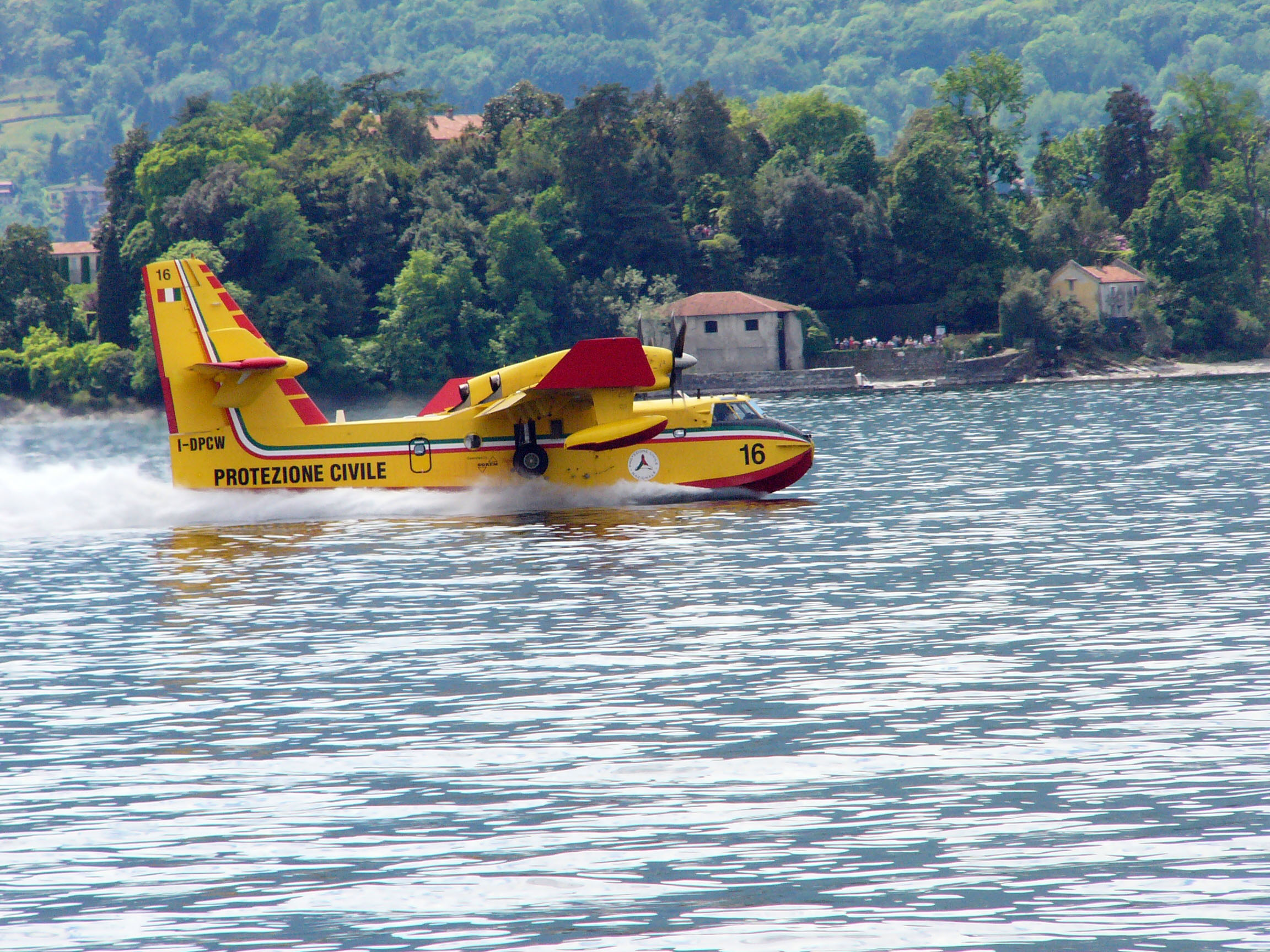
水上滑走中のイタリア市民保護局のCL-415

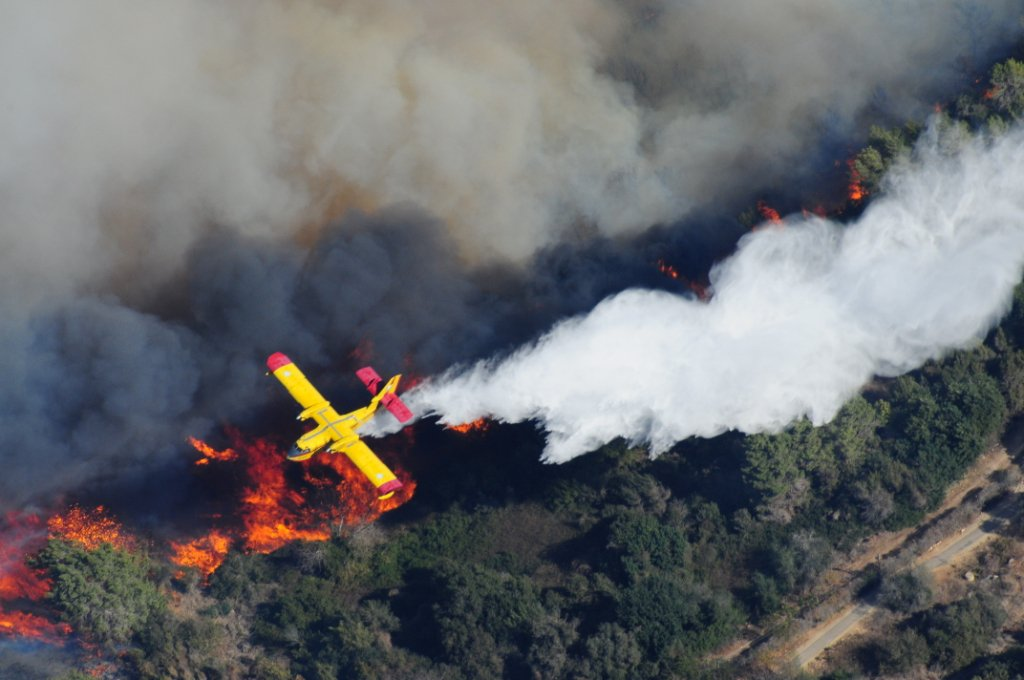
消火剤を投下するギリシャ空軍のCL-415

- 天然資源・野生動物保護省（ケベック） - 415を8機
- 天然資源省（オンタリオ） - 415を9機
- 天然資源局（ニューファウンドランド/ラブラドール） - 415を4機
- Government Air Services, マニトバ州 - 415を4機（2010 年に1機、2011年に2機、2012年に1機　配備）

 クロアチア
- クロアチア空軍及び防空軍 - 415を6機

 フランス
- 市民安全局 - 415を12機[11]

 ギリシャ
- ギリシャ空軍 - 8機（415GRを7機と415MPを1機）[12]

 イタリア
- 市民保護局 - 415を15機; 3機を発注[13]

 スペイン
- スペイン空軍 - 415を3機; 2機を発注[14]
- Unidad Militar Emergencias - 415を2機発注[14]

 アメリカ合衆国
- ロサンゼルス郡消防局 - 森林火災の季節に2機のCL-415をケベック県から借用
- サンディエゴ郡 (カリフォルニア州) - 9月13日から12月13日までの3カ月の期間CL-415をケベック県から借用[15]

 マレーシア
- マレーシア 海上法執行庁 - 2機の415MPを発注[1]

 モロッコ
- モロッコ空軍 - 415を4機（2機を発注）

## 事故
- 1997年11月17日 - 市民安全局のCL-415がフランスのマルセイユで墜落、1名死亡
- 2003年8月16日 - Società Ricerche Esperienze MeteorologicheのCL-415がイタリアのエージネで墜落、死亡者無し
- 2004年3月8日 - 市民安全局のCL-415がフランスのサン＝クロア湖に墜落、2名死亡
- 2005年3月18日 - Società Ricerche Esperienze MeteorologicheのCL-415がイタリアのフォルテ・デイ・マルミで墜落、2名死亡
- 2005年8月1日 - 市民安全局のCL-415がカロンザナで墜落、2名死亡
- 2007年7月23日 - ギリシャ空軍のCL-415がギリシャのDilesosで墜落、2名死亡
- 2007年7月23日 - Società Ricerche Esperienze MeteorologicheのCL-415がイタリアのサンテラズモ島で墜落、1名死亡

## 要目

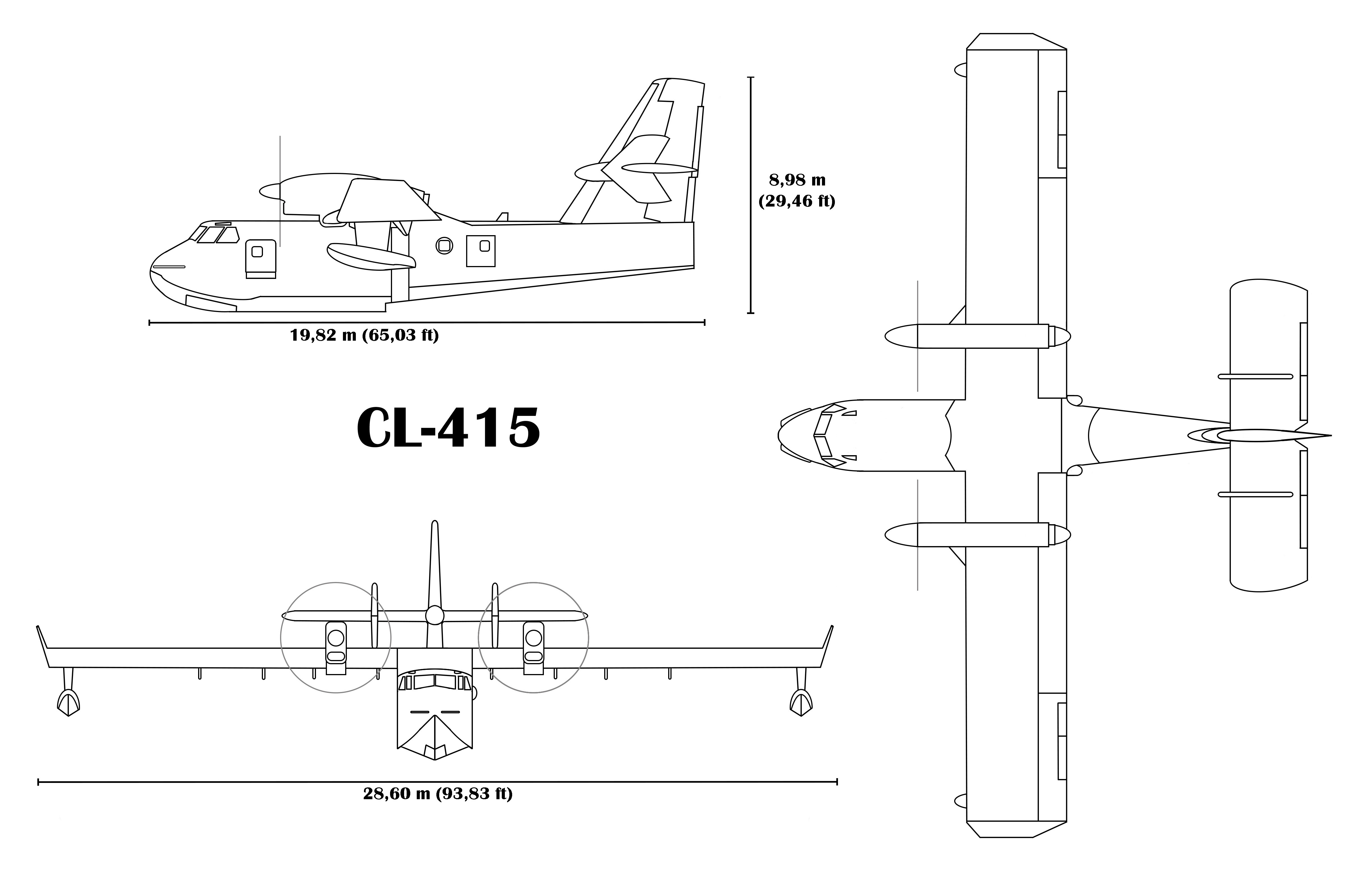
Canadair CL-415

(415) Bombardier Aerospace Website
- 乗員：2名（他にジャンプシート1名、ベンチシート8名）
- 搭載量：2,900 kg (6,400lb)
- 全長：19.82 m (65 ft)
- 全幅：28.6 m (93 ft 11 in)
- 全高：8.9 m (29 ft 3 in)
- 翼面積：100 sq m (1,080 sq ft)
- 空虚重量：12,880 kg (28,400 lb)
- 最大燃料搭載量：4,650 kg (10,250 lb)
- 最大離陸重量：19,890 kg (43,850 lb)
  - 最大離陸重量（搭載物有り、陸上から）：19,890 kg (43,850 lb)
  - 最大離陸重量（搭載物無し、陸上から）：18,600 kg (41,000 lb)
  - 最大離陸重量（水上から）：17,170 kg (37,850 lb)
  - 最大搭載重量（水か消火剤）：6,140 kg (13,536 lb)
  - 取水後最大重量：21,360 kg (47,000 lb)
  - 最大着陸重量：16,780 kg (37,000 lb)

- エンジン：2 × プラット・アンド・ホイットニー・カナダ PW123AF ターボプロップエンジン、離昇出力2,380 shp (1,775 kW)
- 最大速度：223 mph (359 km/h (194 kt))
- 巡航速度：207 mph (333 km/h (180 kt))
- 失速速度：78 mph (126 km/h (68 kt))
- 巡航高度：14,700 ft (4,500 m)
- 航続距離：1,518 miles (2,443 km)
- 上昇率：1,600 ft/min (8.1 m/s)
- 離陸滑走距離（ISA）：2,750 ft (840 m)
- 離水滑走距離（ISA）：2,670 ft (815 m)
- 着陸滑走距離（ISA）：2,210 ft (675 m)
- 着水滑走距離（ISA）：2,180 ft (665 m)
- 最小水深：6 ft (1.8 m)

- アビオニクス
  - ハネウェル プリムス2 無線航法装置
  - 自動方向探知機（ADF）、VOR/ILS/ビーコン・マーカー、DME付きRNZ-850
  - Litef/ハネウェル LCR93 高度/方位測定システム
  - 2重EADI/ EHSI付きハネウェル EDZ-605 電子飛行計器システム（EFIS）
  - 電波高度計（ハネウェル AA-300）
  - 計器盤組み込みParker-Gull 3画面アクティブ・マトリクス駆動液晶ディスプレイ
  - Dual CIC/Aerosonics Air Data Computers
  - Dorne & Margolin製 ELT-8 緊急ビーコン

|              | US-2           | CL-415         | AVIC AG-600    | Be-200       |
| ------------ | -------------- | -------------- | -------------- | ------------ |
| 画像         |                |                |                |              |
| 全長         | 33.3 m         | 19.8 m         | 36.9～37.0 m   | 31.4 m       |
| 全幅         | 33.2 m         | 28.6 m         | 38.8 m         | 32.8 m       |
| 全高         | 10.06 m        | 8.90 m         | 12.1 m         | 8.90 m       |
| 発動機       | AE2100J×4      | PW123AF×2      | WJ-6           | D-436TP×2    |
| 発動機       | ターボプロップ | ターボプロップ | ターボプロップ | ターボファン |
| 最大離陸重量 | 47.7 t         | 19.9 t         | 53.5 t         | 41.0 t       |
| 航続距離     | 4,700 km以上   | 2,426 km       | 4,500 km       | 3,300 km     |
| 巡航高度     | 9,000 m以上    | 3,048 m        | 6,000 m        | 7,986 m      |
| 巡航速度     | 480 km/h       | 278 km/h       | 560～570 km/h  | 560 km/h     |
| 離水距離     | 280 m          | 808 m          | 1,500 m        | 1,000 m      |
| 着水距離     | 330 m          | 665 m          | 不明           | 1,300 m      |
| 着水可能波高 | 3.0 m          | 1.8 m          | 2.0～2.8 m     | 1.2 m        |
| 乗員         | 11名           | 2-9名          | 3名            | 2名          |
| 運用開始     | 2007年         | 1994年         | 開発中         | 2003年       |
| 採用国       | 1              | 9              | 開発中         | 2            |